# Sta malato 'o sfaticato/Bella busciarda
 Sta malato 'o sfaticato/Bella busciarda, pubblicato nel 1964, è un singolo del cantante italiano Mario Trevi.

## Storia
Il disco contiene due brani inediti di Mario Trevi. Il brano Sta malato 'o sfaticato vede lo stesso Trevi tra gli autori (con lo pseudonimo Iverta) e rappresenta una sorta di sequel del brano 'O sfaticato del 1960. Il brano Bella busciarda, invece, è presentato da Trevi e Mario Abbate al 2º Festival Città di Ercolano del 1963, vincendo il primo premio.

## Tracce
Lato A
- Sta malato 'o sfaticato (Iverta-Riccardi-Sorrentino)

Lato B
- Bella busciarda (Dura-Salerni)

## Incisioni
Il singolo fu inciso su 45 giri, con marchio Durium- serie Royal (QCA 1317).
Direzione arrangiamenti: M° Eduardo Alfieri.